# Birkenes
Birkenes ist eine Kommune im norwegischen Fylke Agder. Die Kommune hat 5413 Einwohner (Stand: 1. Januar 2025) und liegt nordöstlich der Stadt Kristiansand. Verwaltungssitz ist die Ortschaft Birkeland.

## Geografie

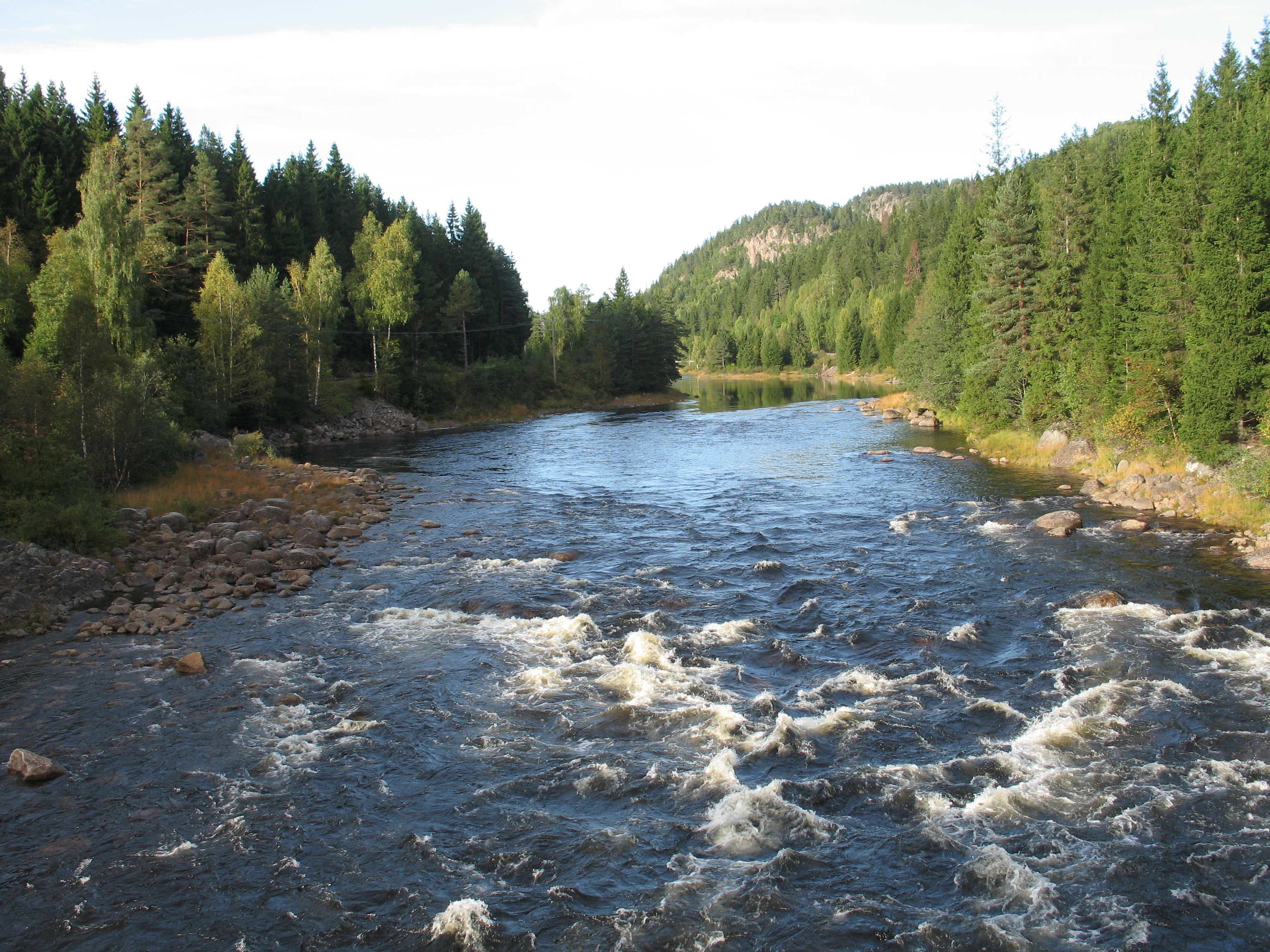
Tovdalselva in Birkenes

Birkenes liegt nordöstlich der Stadt Kristiansand auf dem Gebiet des ehemaligen Fylkes Aust-Agder. Die Gemeinde grenzt an Evje og Hornnes im Nordwesten, Froland im Norden und Nordosten, Grimstad im Osten, Lillesand und Kristiansand im Süden sowie Vennesla und Iveland im Westen. Die Landschaft ist von hügeligen, bewaldeten Bergheiden geprägt. Die höchste Erhebung ist der Storemyrknuten mit einer Höhe von 530,78 moh. Er liegt nahe der Grenze zu Evje og Hornnes.
In Birkenes liegen mehrere Seen, an der Westgrenze zu Iveland befindet sich etwa der See Ogge. Bei der Ortschaft Birkeland liegen unter anderem das Flakksvannet und der Berse. Von der nördlichen Nachbarkommune Froland aus fließt der Fluss Tovdalselva nach Birkenes. In Birkenes fließt der Fluss durch den See Herefossfjorden und schließlich weiter Richtung Süden. Die Tovdalselva mündet in Kristiansand ins Meer. Die Gesamtfläche der Kommune beträgt 637,36 km², wobei Binnengewässer zusammen 41,31 km² ausmachen.

## Einwohner
Im Jahr 1900 lebten etwa 3200 Personen in der heutigen Kommune. In den folgenden Jahrzehnten ging die Einwohnerzahl zurück und erreichte im Jahr 1970 2966 Einwohner. Einhergehend mit dem Ausbau der lokalen Industrie begann die Einwohnerzahl in den 1980er-Jahren auf über 4000 Personen anzusteigen. Am dichtesten besiedelt ist das Gebiet am Ufer der Tovdalselva, insbesondere rund um die Ortschaft Birkeland. Der Ort Birkeland ist der einzige Tettsted, also die einzige Ansiedlung, die für statistische Zwecke als eine städtische Siedlung gewertet wird. Dort lebten im Jahr 2020 insgesamt 2962 Einwohner.
Die Einwohner der Gemeinde werden Birkenesing genannt. Birkenes hat wie viele andere Kommunen der Provinz Agder weder Nynorsk noch Bokmål als offizielle Sprachform, sondern ist in dieser Frage neutral.
| Jahr          | 1986 | 1990 | 1995 | 2000 | 2005 | 2010 | 2015 | 2020 | 2025 |
| ------------- | ---- | ---- | ---- | ---- | ---- | ---- | ---- | ---- | ---- |
| Einwohnerzahl | 3995 | 4062 | 4104 | 4290 | 4340 | 4689 | 5035 | 5226 | 5413 |

## Geschichte
Die Gemeinde Birkenes entstand nach der Einführung der lokalen Selbstverwaltung im Jahr 1837. Die Kommune hatte 1883 Einwohner, als zum 1. Januar 1967 Vegusdal und Herefoss mit jeweils etwa 580 Einwohnern nach Birkenes eingegliedert wurden. Vegusdal war im Jahr 1877 bei der Aufspaltung von Evje og Vegusdal in die Kommunen Vegusdal und Evje entstanden. Der Großteil der heutigen Einwohner lebt auf dem Gebiet der ursprünglichen Gemeindegrenzen von Birkenes. Nach 1967 kam es zu weiteren kleineren Grenzjustierungen. Bis zum 31. Dezember 2019 gehörte Birkenes dem damaligen Fylke Aust-Agder an. Dieses ging im Zuge der Regionalreform in Norwegen in das zum 1. Januar 2020 neu geschaffene Fylke Agder über.
In der Kommune befinden sich mehrere Kirchen. Die Birkenes kirke ist eine im Jahr 1858 erbaute Holzkirche und liegt südlich von Birkeland. Die 1867 erbaute Holzkirche Vegusdal kyrkje liegt im Norden der Gemeinde. Auch die Herefoss kyrkje im nördlichen Uferbereich des Sees Herefossfjorden ist eine Holzkirche. Sie wurde im Jahr 1865 fertiggestellt.

## Wirtschaft und Infrastruktur

### Verkehr

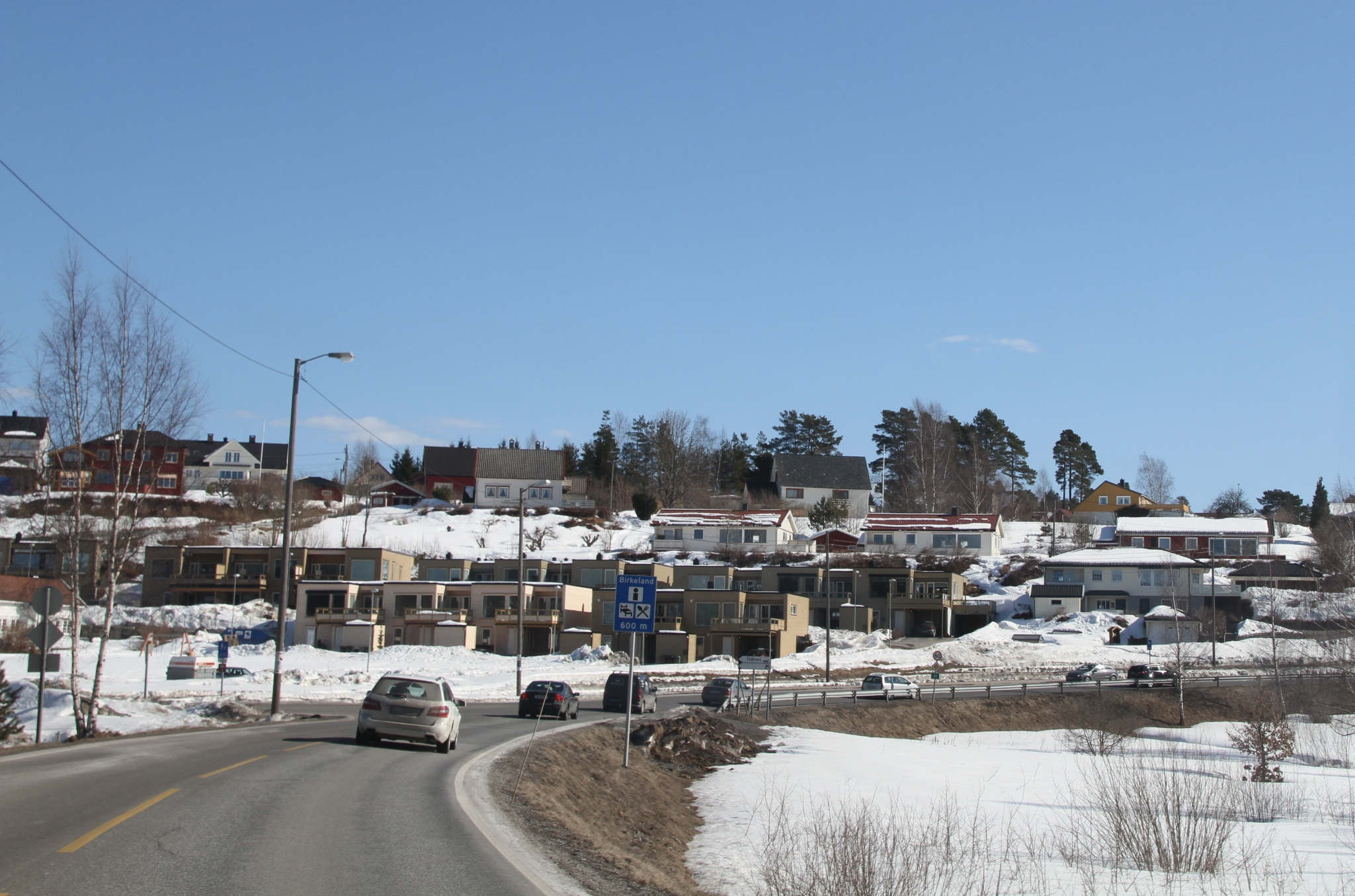
Blick auf Birkeland und den Riksvei 41

In weiten Strecken parallel zum Fluss Tovdalselva verläuft der Riksvei 41. Die Straße führt durch die Ortschaft Birkeland, wo der Fylkesvei 402 nach Südosten abzweigt und nach Lillesand führt. Der Riksvei 41 führt von Birkeland hingegen Richtung Südwesten und stellt somit die Verbindung zu Kristiansand und der Europastraße 18 (E18) her. In nördlicher Richtung verläuft der Riskvei weiter über die Kommunen Froland und Åmli in das Fylke Telemark. Durch den Westen des Gemeindeareals führt die Bahnlinie Sørlandsbanen, die allerdings in Birkenes keine für den Personenverkehr genutzte Haltestelle mehr, sondern nur noch den Betriebsbahnhof Oggevatn hat. Von 1896 bis 1953 startete am Flaksvann in Birkeland zudem die Lillesand–Flaksvandbane nach Lillesand.

### Wirtschaft
Birkenes weist einen hohen Anteil an bewaldeter Fläche auf und die Forstwirtschaft ist von größerer Bedeutung. Die Landwirtschaft wird von der Tierhaltung geprägt, wobei vor allem die Haltung von Rindern und Schafen eine größere Rolle spielt. Die landwirtschaftlich genutzten Flächen sind größtenteils Wiesen und Weiden. Des Weiteren ist die industrielle Produktion von größerer Bedeutung. Ein Großteil der Industriearbeitsplätze verteilt sich auf die Gummi-, Plastik- und mineralische Industrie sowie die Holzindustrie. Die in der Gemeinde ansässigen Industriebetriebe finden sich fast alle in der Ortschaft Birkenes wieder. Im Jahr 2021 arbeiteten von den rund 2550 Arbeitstätigen nur etwa 1100 in der Kommune Birkenes selbst. Knapp 650 Personen pendelten nach Kristiansand und etwa 260 weitere nach Lillesand. Die restlichen Arbeitstätigen verteilten sich auf Kommunen wie Vennesla oder Grimstad.

## Name und Wappen
Das seit 1986 offizielle Wappen der Kommune zeigt einen silbernen Birkenzweig auf grünem Hintergrund. Der Zweig soll auf den Namen der Gemeinde hinweisen, die grüne Hintergrundfarbe symbolisiert die Landwirtschaft. Der Gemeindename setzt sich aus den beiden Bestandteilen „birke“ und „-nes“ zusammen, erster leitet sich vom altnordischen Begriff birki ab und bedeutet „Birkenwald.“ Der zweite Bestandteil „-nes“ steht hingegen für „Landzunge“.

## Persönlichkeiten
- Kåre Kolberg (1936–2014), Komponist und Organist
- Gunhild Hagestad (* 1942), Soziologin und Hochschullehrerin